# مسابقات جهانی تیراندازی با کمان ۲۰۱۵
مسابقات جهانی تیراندازی با کمان ۲۰۱۵ چهل و هشتمین دورهٔ مسابقات جهانی تیراندازی با کمان بود. این مسابقات از ۲۶ ژوئیه تا ۲ اوت ۲۰۱۵ در کپنهاگ، پایتخت دانمارک، برگزار شد.
مسابقات شامل مواد انفرادی، تیمی و مختلط و در دو رشتهٔ ریکرو و کامپوند بود. ۶۲۳ تیرانداز در این مسابقات شرکت کردند.
هم‌چنین این مسابقات، نخستین مرحله از مسابقات انتخابی رشتهٔ ریکرو در بازی‌های المپیک ۲۰۱۶ بود.

## برنامه زمانی
| تاریخ    | ساعت  | رشته                                 | مرحله                            |
| -------- | ----- | ------------------------------------ | -------------------------------- |
| ۲۶ ژوئیه | ۰۹:۰۰ | همه                                  | تمرین رسمی                       |
| ۲۷ ژوئیه | ۰۹:۰۰ | ریکرو                                | مقدماتی                          |
| ۲۷ ژوئیه | ۱۶:۳۰ | کامپوند                              | مقدماتی                          |
| ۲۸ ژوئیه | ۰۹:۰۰ | همه                                  | تیمی حذفی/یک‌چهارم و نیمه‌نهایی    |
| ۲۹ ژوئیه | ۰۹:۳۰ | ریکرو مردان و زنان                   | حذفی انفرادی                     |
| ۲۹ ژوئیه | ۱۴:۳۰ | کامپوند مردان و زنان                 | حذفی انفرادی                     |
| ۳۰ ژوئیه | ۰۹:۰۰ | ریکرو زنان                           | انفرادی حذفی/یک‌چهارم و نیمه‌نهایی |
| ۳۰ ژوئیه | ۱۲:۳۰ | کامپوند مردان و زنان                 | انفرادی حذفی/یک‌چهارم و نیمه‌نهایی |
| ۳۰ ژوئیه | ۱۶:۰۰ | ریکرو مردان                          | انفرادی حذفی/یک‌چهارم و نیمه‌نهایی |
| ۳۱ ژوئیه | ۰۹:۰۰ | ریکرو                                | انتخابی دوم المپیک               |
| ۱ اوت    | ۱۱:۰۰ | کامپوند تیمی مردان و زنان            | نهایی و مقام سوم                 |
| ۱ اوت    | ۱۵:۰۰ | کامپوند مختلط و انفرادی زنان و مردان | نهایی و مقام سوم                 |
| ۲ اوت    | ۱۱:۰۰ | ریکرو تیمی مردان و زنان              | نهایی و مقام سوم                 |
| ۲ اوت    | ۱۵:۰۰ | ریکرو مختلط و انفرادی مردان و زنان   | نهایی و مقام سوم                 |

## جدول نتایج

### ریکرو
| ماده          | طلا                                                            | نقره                                                         | برنز                                                   |
| انفرادی مردان | کیم وو جین · کرهٔ جنوبی                                         | Rick van der Ven · هلند                                      | Takaharu Furukawa · ژاپن                               |
| انفرادی زنان  | کی بو-بائه · کرهٔ جنوبی                                         | Lin Shih-chia · تایوان                                       | Choi Mi-sun · کرهٔ جنوبی                                |
| تیمی مردان    | کره جنوبی · کیم وو جین · کو بن-چن · Oh Jin-hyek                | ایتالیا · میکله فرانجیلی · Mauro Nespoli · David Pasqualucci | تایوان · Kuo Cheng-wei · Wang Hou-chieh · Yu Guan-lin  |
| تیمی زنان     | روسیه · Tuyana Dashidorzhieva · Ksenia Perova · Inna Stepanova | هند · Rimil Buriuly · Deepika Kumari · Laxmirani Majhi       | کره جنوبی · Choi Mi-sun · Kang Chae-young · کی بو-بائه |
| تیمی مختلط    | کره جنوبی · کی بو-بائه · کو بن-چن                              | تایوان · Lin Shih-chia · Kuo Cheng-wei                       | چین · Zhu Jueman · Gu Xuesong                          |

### کامپوند
| ماده          | طلا                                                            | نقره                                                           | برنز                                                       |
| انفرادی مردان | Stephan Hansen · دانمارک                                       | Rajat Chauhan · هند                                            | Adam Ravenscroft · بریتانیای کبیر                          |
| انفرادی زنان  | Kim Yun-hee · کرهٔ جنوبی                                        | Crystal Gauvin · ایالات متحده آمریکا                           | Sara López · کلمبیا                                        |
| تیمی مردان    | ایران · اسماعیل عبادی · Majid Gheidi · Amir Kazempour          | کانادا · Christopher Perkins · Kevin Tataryn · Dietmar Trillus | دانمارک · Martin Damsbo · Stephan Hansen · Patrick Laursen |
| تیمی زنان     | اوکراین · Olena Borysenko · Viktoriya Dyakova · Mariya Shkolna | هلند · Evelien Groeneveld · Irina Markovic · Inge Van Caspel   | کره جنوبی · Choi Bo-min · Kim Yun-hee · Seol Da-yeong      |
| تیمی مختلط    | کره جنوبی · Kim Yun-hee · Kim Jong-ho                          | فرانسه · Amelie Sancenot · Dominique Genet                     | آفریقای جنوبی · Sera Cornelius · Patrick Roux              |

### جدول مدال‌ها
| رتبه  | کشورها              | طلا | نقره | برنز | مجموع |
| ۱     | کرهٔ جنوبی           | ۶   | ۰    | ۳    | ۹     |
| ۲     | دانمارک             | ۱   | ۰    | ۱    | ۲     |
| ۳     | ایران               | ۱   | ۰    | ۰    | ۱     |
| ۳     | روسیه               | ۱   | ۰    | ۰    | ۱     |
| ۳     | اوکراین             | ۱   | ۰    | ۰    | ۱     |
| ۶     | تایوان              | ۰   | ۲    | ۱    | ۳     |
| ۷     | هند                 | ۰   | ۲    | ۰    | ۲     |
| ۷     | هلند                | ۰   | ۲    | ۰    | ۲     |
| ۹     | کانادا              | ۰   | ۱    | ۰    | ۱     |
| ۹     | فرانسه              | ۰   | ۱    | ۰    | ۱     |
| ۹     | ایتالیا             | ۰   | ۱    | ۰    | ۱     |
| ۹     | ایالات متحده آمریکا | ۰   | ۱    | ۰    | ۱     |
| ۱۳    | چین                 | ۰   | ۰    | ۱    | ۱     |
| ۱۳    | کلمبیا              | ۰   | ۰    | ۱    | ۱     |
| ۱۳    | بریتانیای کبیر      | ۰   | ۰    | ۱    | ۱     |
| ۱۳    | ژاپن                | ۰   | ۰    | ۱    | ۱     |
| ۱۳    | آفریقای جنوبی       | ۰   | ۰    | ۱    | ۱     |
| مجموع | مجموع               | ۱۰  | ۱۰   | ۱۰   | ۳۰    |